# 第一届乌镇戏剧节
第一届乌镇戏剧节（英語：Wu Zhen Theatre Festival）举办与2013年5月9日，时间11天。第一届乌镇戏剧节分为；“青年竞演”、“国际邀请”、“古镇嘉年华”三个单元。发起人赖声川、黄磊、孟京辉、陈向宏，文化乌镇股份有限公司主办。

## 单元

### 青年竞演
青年竞演单元向戏剧爱好者公开征集候选剧目，在戏剧节期间公演，最后评审委员会选出本次青年竞演的前三名，颁发奖励。
| 年份          | 獲提名 | 獎項                    | 結果 |
| ------------- | ------ | ----------------------- | ---- |
| 2013年5月19日 | 陈丹路 | 最佳个人表现奖          | 獲獎 |
| 2013年5月19日 |        | 最佳戏剧奖 --- 巴巴妈妈 | 獲獎 |

青年竞演公演节目及时间表
| 演出日期      | 演出时间    | 演出剧目                                   |
| ------------- | ----------- | ------------------------------------------ |
| 2013年5月10日 | 16:30-19:00 | 《玩具病人》、《映之湖》、《时光机》       |
| 2013年5月11日 | 16:30-19:00 | 《乌托邦小镇》、《错误的话》、《嘀嗒》     |
| 2013年5月12日 | 20:00-22:30 | 《非此即彼》、《善良的何露西》、《映》     |
| 2013年5月13日 | 20:00-22:30 | 《一个人的红氍毹》、《巴巴妈妈》、《黑暗》 |
| 2013年5月15日 | 16:30-19:00 | 《一个人的红氍毹》、《巴巴妈妈》、《黑暗》 |
| 2013年5月15日 | 20:00-22:30 | 《乌托邦小镇》、《错误的话》、《嘀嗒》     |
| 2013年5月16日 | 16:30-19:00 | 《非此即彼》、《善良的何露西》、《映》     |
| 2013年5月16日 | 20:00-22:30 | 《玩具病人》、《映之湖》、《时光机》       |
| 2013年5月17日 | 20:00-22:30 | 决赛演出                                   |

#### 入围剧目
《一个人的红氍毹》 导演⊙俞鳗文 编剧⊙陆珊珊
《映》 导演⊙陈卓 
《映之湖》 导演⊙任明炀
《嘀嗒》 导演、编剧⊙李博 
《善良的何露西》 导演⊙何其沃 
《时光机》 导演⊙毕岩
《非此即彼》 导演⊙初晓
《黑暗》 导演⊙刘正
《错误的话》 导演／编剧⊙陈丹路
《玩具病人》 导演⊙阳宇峰
《巴巴妈妈》 导演⊙陈明昊 编剧⊙赵晗
《乌托邦小镇》 导演⊙王润

### 古镇嘉年华
古镇嘉年华盛会，来自全球超过120组艺术表演团体以乌镇西栅为舞台，演出500多场曲目。

#### 部分演出团队名单

##### 现代艺术
非常体绘、聂本杰、文鹏、Jet Stream 跑酷、囫囵.团、白崇民、满宇、周斌、灵雨、何利平、刘纬、童文敏、林志英、文鹏、何玲

##### 现代戏剧
法国ilimitrof情境艺术中心、江湖戏班、静默绵绵哑剧团、范昊如、将进场、踏谣戏剧、八十年代剧团、李震、水边吧、凌云焰、三峡戏剧文化艺术中心、王明瑞、先幻话剧社、十二邻社区剧场发展中心
、国王&小丑剧团、飞来戏剧、地下铁剧社、新蜂戏剧工作室&台湾方舟剧团、戏剧工作坊&安徽大学、张意、上戏木偶剧系、蔡艺芸、徐海贝、孙晓星、夏钰奇、黑幻实验剧团、三拓旗、元初舞踏社、释放艺术团、徐梦瑜、刘牧、金晶、秦勇

##### 音乐
Arm The Faithless、Deep Rooted、大悲乐队、水苗组合、听盒乐队、吴极、小魏民谣、云踪者、重结晶女子乐队、Chaos Mind、喷嘭乐团、非洲鼓乐、巴西鼓乐、巴西舞蹈、杨心彦

##### 戏曲曲艺
上戏戏曲、悦空间、田耘社